# Liberty Flames football
La squadra di football dei Liberty Flames rappresenta la Liberty University. I Flames competono nella Football Bowl Subdivision (FBS) della National Collegiate Athletics Association (NCAA) e nella Conference USA. Il programma, che in precedenza competeva nella Football Championship Subdivision (FCS), ha annunciato che avrebbe iniziato la transizione per salire nel massimo livello del college football nel 2017. I Flames divennero un membro provvisorio della FBS nel 2018 e vi entrarono a pieno titolo, con eleggibilità per i bowl di fine stagione, nel 2019. Nel 2020 Liberty entrò per la prima volta nella classifica dell'Associated Press al numero 25.
Nel 2021 la Liberty University ha annunciato che i Flames sarebbero diventati membri della Conference USA a partire dalla stagione 2023. Nella prima stagione nella C-USA la squadra ha vinto il titolo di conference terminando imbattuta con un record di 13-0.

## Giocatori degni di nota
- Walt Aikens (CB), ex giocatore Miami Dolphins.
- Mike Brown (WR), ex giocatore dei Jacksonville Jaguars
- Dwayne Carswell (TE), ex giocatore dei Denver Broncos.
- Demario Douglas (WR), giocatore dei New England Patriots.
- Samkon Gado (RB), ex giocatore dei Green Bay Packers, Houston Texans, Miami Dolphins e dei St. Louis Rams.
- Antonio Gandy-Golden (WR), ex giocatore del Washington Commanders.
- Eric Green (TE), ex giocatore di Pittsburgh Steelers, Miami Dolphins, Baltimore Ravens e New York Jets.
- Wayne Haddix (CB), ex giocatore di New York Giants, Tampa Bay Buccaneers e Cincinnati Bengals.
- Rashad Jennings (RB), ex giocatore di Jacksonville Jaguars, Oakland Raiders e New York Giants
- James McKnight (WR), ex giocatore di Seattle Seahawks, Dallas Cowboys e Miami Dolphins.
- Malik Willis (QB), giocatore dei Tennessee Titans.